# Moritz Manfroni von Manfort
Moritz Manfroni von Manfort (Viena, 19 de octubre de 1832 - Trieste, 5 de septiembre de 1889) fue un almirante austriaco. En 1874 cambió su nombre de Monfroni de Montfort a Manfroni von Manfort.

## Biografía
Moritz Manfroni von Monfort nació a Viena el 19 de octubre del 1832. Estaba casado con Angiolina Pagliaruzzi Edelheim.
Participó en la tercera guerra de independencia italiana, con el rango de capitán de corbeta, al mando de la flotilla austríaca que operaba en las aguas del lago de Garda contra el cuerpo de voluntarios italianos de Giuseppe Garibaldi. Al final del conflicto fue promovido por distinguirse en la conducción de la flotilla al rango de capitán de fragata y caballero de la Orden militar de María Teresa.
En 1874, con el permiso del emperador Francisco José I, cambió su nombre de Monfroni de Montfort a Manfroni von Manfort. En 1884 fue ascendido a contralmirante y en 1889 a almirante.
Murió en Montebello de Trieste el 5 de septiembre de 1889.